# WTA de Bienna
O WTA de Bienna – ou Ladies Open Biel Bienne, na última edição – foi um torneio de tênis profissional feminino, de nível WTA International.
Realizado em Bienna, na Suíça, durou apenas um ano. Os jogos eram disputados em quadras duras cobertas durante o mês de abril.
Depois de 2017, foi substituído pelo WTA de Lugano.

## Finais

### Simples
| Ano  | Campeã              | Vice-campeã     | Resultado |
| ---- | ------------------- | --------------- | --------- |
| 2017 | Markéta Vondroušová | Anett Kontaveit | 6–4, 7–66 |

### Duplas
| Ano  | Campeãs                       | Vice-campeãs                    | Resultado        |
| ---- | ----------------------------- | ------------------------------- | ---------------- |
| 2017 | Hsieh Su-wei Monica Niculescu | Timea Bacsinszky Martina Hingis | 5–7, 6–3, [10–7] |